# Eduard Waldraff

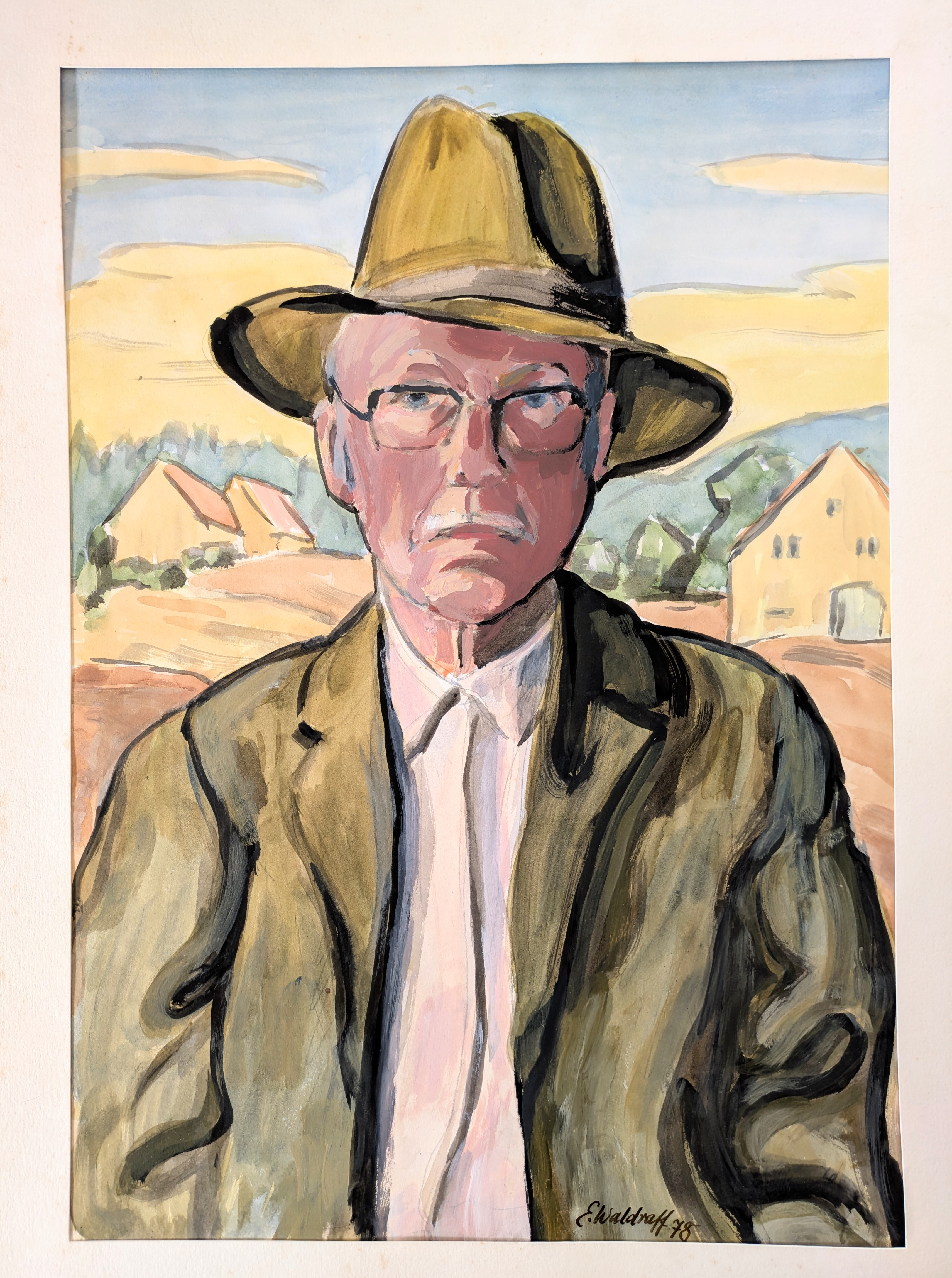
Selbstporträt Eduard Waldraff, 1978

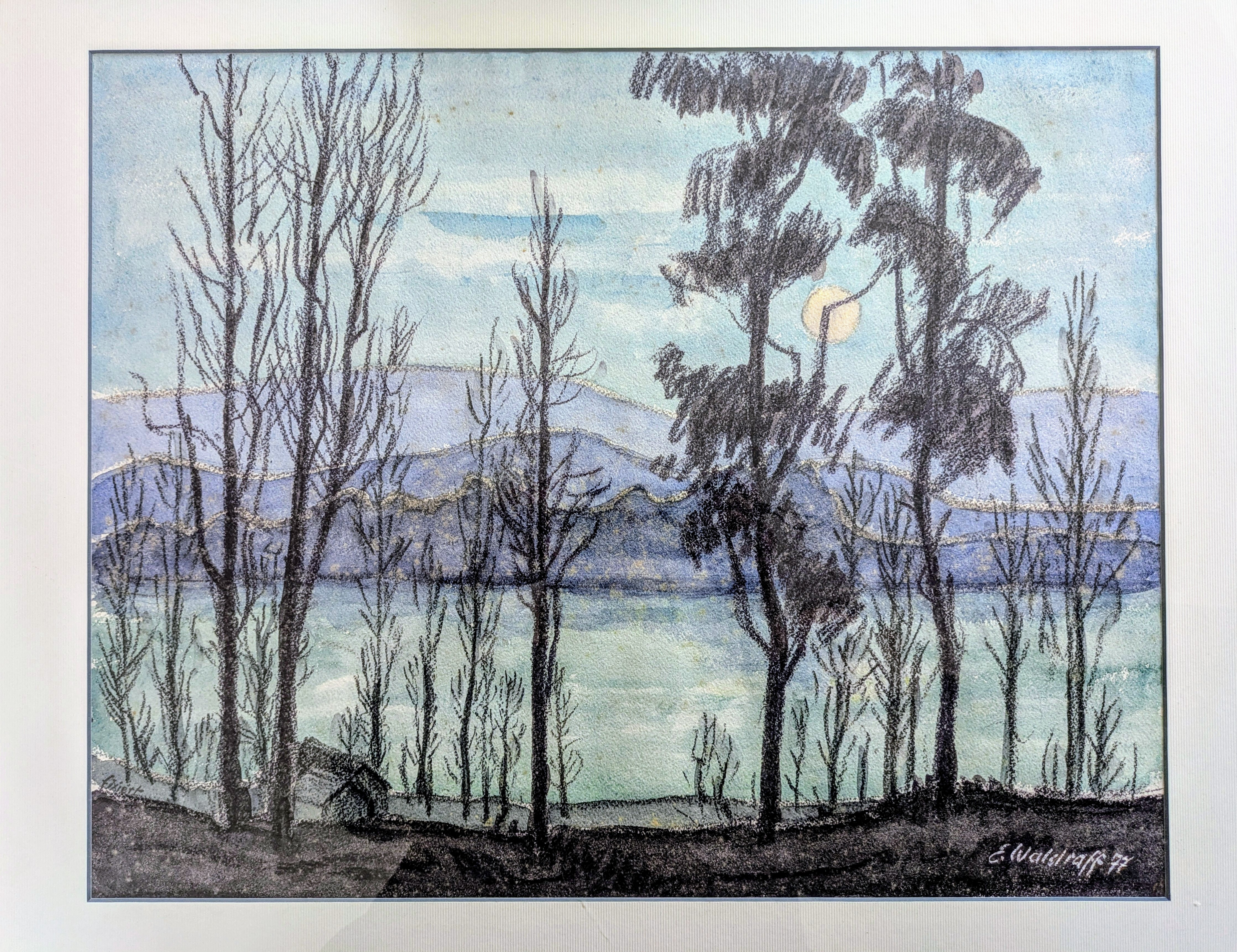
Rheinlandschaft im Mondschein, Aquarell von Eduard Waldraff, 1977

Eduard Waldraff (* 16. November 1901 in Niederstotzingen; † 11. Oktober 1995 in Bartenbach) war ein deutscher Maler, Grafiker und Kunsterzieher. Er war ein Großneffe des Grafikers Paul Waldraff. Der Kulturmanager Tilmann Waldraff ist sein Sohn.

## Leben und Werk
Eduard Waldraff studierte von 1920 bis 1924 an der Kunstakademie Stuttgart bei Christian Landenberger, Gottfried Graf und Alexander Eckener. 1924 bis 1925 absolvierte er eine Ausbildung zum Kunsterzieher bei Gustav Kolb in Göppingen und Stuttgart sowie 1925 bis 1928 in Ulm. 1928 und 1929 studierte er an der Kunstakademie Berlin bei Hermann Sandkuhl. Von 1929 bis 1931 wirkte Eduard Waldraff als Kunsterzieher in Stuttgart, von 1931 bis 1963 in Geislingen an der Steige.

## Ausstellungsbeteiligungen (Auszug)
- 1927: Ulm.
- 1928: Stuttgarter Sezession (Mädchenbildnis, Bildnis Dr. H.).
- 1928: Juryfreie Kunstschau Berlin.
- 1947–1987: diverse Ausstellungen in Württemberg (u. a. zusammen mit Wilhelm Geyer).